# 圣安娜 (瓜德罗普)
圣安娜（法語：Sainte-Anne，法語發音：[sɛ̃t an]）是法国海外省瓜德罗普的一个市镇，属于皮特尔角城区。

## 地理
圣安娜（16°13'32"N, 61°23'10"W）面积80.29 平方千米，位于法国海外省瓜德罗普。
与圣安娜接壤的市镇（或旧市镇、城区）包括：圣弗朗索瓦、莱萨比姆、勒戈西耶、勒穆勒。
圣安娜的时区为UTC−04:00（大西洋时区）。

## 行政
圣安娜的邮政编码为97180，INSEE市镇编码为97128。

## 政治
圣安娜所属的省级选区为圣安娜县和圣弗朗索瓦县，其也是圣安娜县的中央投票站所在地。

## 人口

1962-2008年间圣安娜人口变化图示

圣安娜于2022年1月1日时的人口数量为24415人。